# Aloys Boller
Aloys Boller (* 8. Februar 1825, in Freiburg, Schweiz; † 28. Juli 1882, Worms) war ein deutscher Bildhauer und Steinmetz des späten Klassizismus und des Historismus.

## Leben
Boller kam aus dem schweizerischen Freiburg im Üechtland. Sein Vater, Peter Joseph Nikolaus Boller, besaß das Wormser Heimatrecht, seine Mutter Anna, geb. Stempfel, war Schweizerin. Aloys Boller erhielt wohl eine Ausbildung als Steinmetz, denn 1843 beantragte er bei der Wormser Stadtverwaltung ein Wanderbuch. Mit dem spätklassizistische Denkmal für die Veteranen der Napoleonischen Kriege auf dem alten Friedhof Worms (heute Albert-Schulte-Park) gelang ihm als 23-Jähriger 1848 der berufliche Durchbruch.
Aloys Boller gehörte von 1864 bis zu seinem Tode dem Wormser Stadtrat an.
Er war mit Karoline Dorothea, geb. Schwind, (1836–1910) verheiratet. Sie hatten einen Sohn, Aloys Boller II. (1860–1899).
Die Eheleute sind auf dem Wormser Hauptfriedhof Hochheimer Höhe bestattet und haben dort das aufwändigste und prächtigste Grabmal, das aus dem 19. Jahrhundert erhalten ist. Es wurde kapellenartig, in neugotischem Stil errichtet. Eine Marmorbüste von Aloys Boller steht zentral als optischer Mittelpunkt in dem Bauwerk. Die Büste wurde von seinem Sohn, Aloys Boller II., gefertigt, der den Vater im Geschäft unterstützte und dieses nach seinem Tod weiterführte. 1918 befand sich der Betrieb in der Hand von Heinrich Groll.
Die Nachkommen von Aloys Boller nahmen den Familiendoppelnamen Schwind-Boller an und die Familie ist noch heute existent.

## Werk
Aloys Boller besaß eigene Steinbrüche für roten und weißen Sandstein sowie für Kapuzinerstein in der Pfalz und betrieb in Worms eine Steinmetz- und Bildhauerwerkstätte. Von hier aus belieferte er Rheinhessen, Starkenburg, Pfalz und das nördliche Baden mit seinen Produkten, vornehmlich Grabsteinen. Seine signierten Werke sind heute zumeist Kulturdenkmäler nach den Denkmalschutzgesetzen der jeweiligen Bundesländer, in denen sie heute liegen. Der Firmensitz befand sich in der Karmeliter Straße.
Nach seinem Erfolg mit dem Veteranendenkmal in Worms ließen sich auch die Veteranen im pfälzischen Grünstadt 1852 ein gleiches, jedoch gusseisernes Denkmal im dortigen Peterspark errichten, so dass das von Boller entworfene Monument heute in doppelter Ausführung, jedoch in unterschiedlichem Material existiert. Das Grünstadter Denkmal wurde in Einzelteilen bei der Firma Gienanth in Eisenberg gegossen.
Neben der Bildhauerei war die Firma von Aloys Boller auch im Bauhandwerk aktiv. Sie fertigte und vertrieb weiter Mühlsteine aus weißem Neckartenzlinger Sandstein. Um 1888 war der Bildhauer- und Steinmetzbetrieb bereits zu einer solchen Größe angewachsen, dass er eine eigene Betriebskrankenkasse besaß.